# Шахова Кіра Олександрівна
Кі́ра Олекса́ндрівна Ша́хова (28 вересня 1926 року, Харків — 30 грудня 2003, Київ) — український літературознавець, педагог, заслужений професор Київського національного університету імені Тараса Шевченка, доктор філологічних наук.

## З біографії
Народилася 28 вересня 1926 року в м. Харкові. 1949 року закінчила німецьке відділення факультету романо-германської філології Київського університету ім. Тараса Шевченка, а також аспірантуру цього ж університету. З 1948 року викладає в Київському університеті. Доктор філологічних наук з 1975, професор з 1976 року. Перший в Україні доктор наук з історії угорської літератури. У 1976—1987 рр. очолювала кафедру зарубіжної літератури.

## Науковий доробок
Автор 15 монографій та більш ніж 300 літературознавчих статей.
У сферу наукових інтересів входили проблеми західноєвропейської та американської літератур ХІХ—ХХ століть. Праці із зарубіжної літератури та мистецтва: «Шандор Петефі: Життя і творчість» (К., 1972), «Образотворче мистецтво і література» (К., Дніпро, 1987), «П'ять німецьких лауреатів Нобелівської премії з літератури» (К., Юніверс, 2001), «Вічно жива спадщина: Літературний портрет Фрідріха Шиллера» (К., Веселка, 2004). «Венгерская литература 20—40-х гг. ХІХ в.» (К., 1973), «Творчество великих европейских художников ХV—ХVІІІ вв.» (К., 1980), «Великие европейские живописцы» (К., 1988). У співавторстві з проф. Дмитром Наливайком підготувала підручник «Зарубіжна література ХІХ сторіччя. Доба романтизму».
Підготувала більш як 20 кандидатів наук.
Член Національної спілки письменників України (з 1981).

## Нагороди і відзнаки
- орден Угорської Народної Республіки «За соціалістичну культуру»